# Salpinia aurescens
Salpinia aurescens là một loài bọ cánh cứng trong họ Cerambycidae.